# Mikroregion Žulovsko
Die Mikroregion Žulovsko in Tschechien besteht aus den Städten und Gemeinden Žulová, Vápenná, Skorošice, Stará Červená Voda, Černá Voda, Vidnava und Velká Kraš. Sie hat eine Fläche von 18.112 ha, das entspricht 25,2 % der Fläche des Okres Jeseník. 
Geographisch liegt diese Region nordwestlich der Stadt Jeseník.